# 五分钱男孩
是2024年上映的美国历史剧情片，改编自科爾森·懷特黑德2019年出版的同名小说。电影由拉梅尔·罗斯，罗斯与乔斯琳·巴尼斯编剧，演员阵容包括伊桑·赫里斯、布兰登·威尔逊、哈米什·林克莱特、佛列德·海辛爾、戴維德·迪格斯、吉米·费尔斯和安潔紐·艾莉絲。电影讲述1960年代的佛罗里达州，两个非裔男孩艾尔伍德和特纳在虐待学生的感化院的经历，故事原型为现已关闭、因虐待学生而臭名昭著的感化院多齐尔男子学校。
电影以第一人称角度拍摄，2022年末在路易斯安那州取景。2024年8月30日，电影在第51届特柳赖德电影节首映，同年12月13日在美国部分院线上映，由亞馬遜米高梅工作室发行。电影入选2024年美國電影學會獎年度10大电影，提名第82届金球奖最佳戲劇類影片獎，以及第97屆奧斯卡金像獎最佳影片獎和最佳改編劇本獎。

## 剧情
1962年，种族隔离政策时期的佛罗里达州塔拉赫西，年轻的非裔美国人艾尔伍德·柯蒂斯想在课堂上取得一番成就。老师鼓励他独立思考，拒绝认同南方教科书歧视非裔群体的历史观。艾尔伍德是在祖母的溺爱下长大，祖母担心他积极参加民权运动，会遭到白人社群的报复，而他的父亲就是不明不白死在狱中的。
一天，艾尔伍德获傳統黑人大學免学费加速学习计划录取。艾尔伍德想搭便车去学校，一个驾驶盗窃车辆的男子载了他。中途警察抓到这名男子，艾尔伍德被当成同伙。由于艾尔伍德未成年，当局把他送到感化院五分钱学院进行教养。
五分钱学院内部实施严格的种族隔离制度，白人学生可以住在宽敞舒适的宿舍，享受教职员的特别对待，而非裔学生只能住在狭窄简陋的房子，学生对他们疏于管教。白人管理员斯宾塞告诉非裔学生，只要表现良好，就可以获得释放。实际上，他们在18岁前都不能离开，学校会给他们安排刑事劳动，利用他们营利。尽管如此，斯宾塞的妻子对埃尔伍德表现出了一些善意，给男孩们捐赠了《傲慢与偏见》等书籍，还允许埃尔伍德用她家的游泳池。在此之前，埃尔伍德被迫给她免费劳动。除此之外，部分学生遭到性虐待。
埃尔伍德与安静的学生特纳结成好友，但两人观念截然不同：埃尔伍德深受民权运动非暴力、民主思潮影响，特纳则显得愤世嫉俗，只觉得社会对他不公平，还让埃尔伍德低下头颅。有一次埃尔伍德被其他学生霸凌，管理员非但没有帮他，还狠狠打了两人一顿。埃尔伍德的祖母想来学校探望，但不给见面。祖母省吃俭用，花钱请了一位律师帮埃尔伍德上诉，结果律师带着钱跑了，这让埃尔伍德伤心欲绝。不久后，学校举行一年一度的黑白拳击赛，斯宾塞在比赛中下注。由于黑人学生在拳赛中拒绝遵照斯宾塞的指令，佯装被白人学生击倒，斯宾塞派人解决了他。
时间来到成年的埃尔伍德，如今埃尔伍德住在纽约，经营一家搬家公司。老同学小鸡皮特上门找工作，两人开始回忆以前在学校的岁月。埃尔伍德很少联系特纳。得知学校旧址发现了许多无名坟墓，埃尔伍德大吃一惊，开始进行调查。法医证据显示这些坟墓大多属于遇害的黑人学生。
回到1960年代，埃尔伍德对学校的虐待行为忍无可忍，拿出悉心保管的日记，说服不情愿的特纳交给政府检查员，以揭露学校的黑暗一面。然而日记交上去，什么事情都没有发生，倒是学校管理员知道这件事，把他关进潮湿闷热的房间进行虐待。特纳得知学校计划杀掉埃尔伍德，于是策划了逃跑计划，与埃尔伍德一起骑自行车离开学校。学校派人开车追了上去，两人很快就被抓住。特纳逃进树林，埃尔伍德在闷热房间待久了还没有喘过气，追不上他，最终被开枪打死。
特纳成功塔拉赫西，向埃尔伍德祖母透露了他的死讯。特纳随后来到北方，用了埃尔伍德的名字作为化名。特纳取了米勒，过上稳定的生活，同时开始追随埃尔伍德生前的理想。后来政府开始调查学生的事情，特纳决定挺身而出，用个人惨痛经历作证。

## 演员
- 伊桑·赫里斯（Ethan Herisse）饰 埃尔伍德（Elwood）因被警方当成偷车贼共犯，被送到感化院
  - 伊桑·科尔·夏普（Ethan Cole Sharp）饰 年轻的埃尔伍德
  - 戴維德·迪格斯 饰 成年的埃尔伍德，纽约商人
- 布兰登·威尔逊（英语：Brandon Wilson (actor)） 饰 特纳（Turner），埃尔伍德在学校的好友
- 安潔紐·艾莉絲 饰 哈蒂（Hattie），埃尔伍德的祖母
- 哈米什·林克莱特 饰 斯宾塞（Spencer），学校的白人管理员，为人腐败
- 佛列德·海辛爾 饰 哈珀（Harper），学校员工，帮助监督学校的刑事劳动（英语：Penal labour）计划
- 吉米·费尔斯（英语：Jimmie Fails） 饰 米尔老师（Mr. Hill），埃尔伍德的高中老师

## 制片

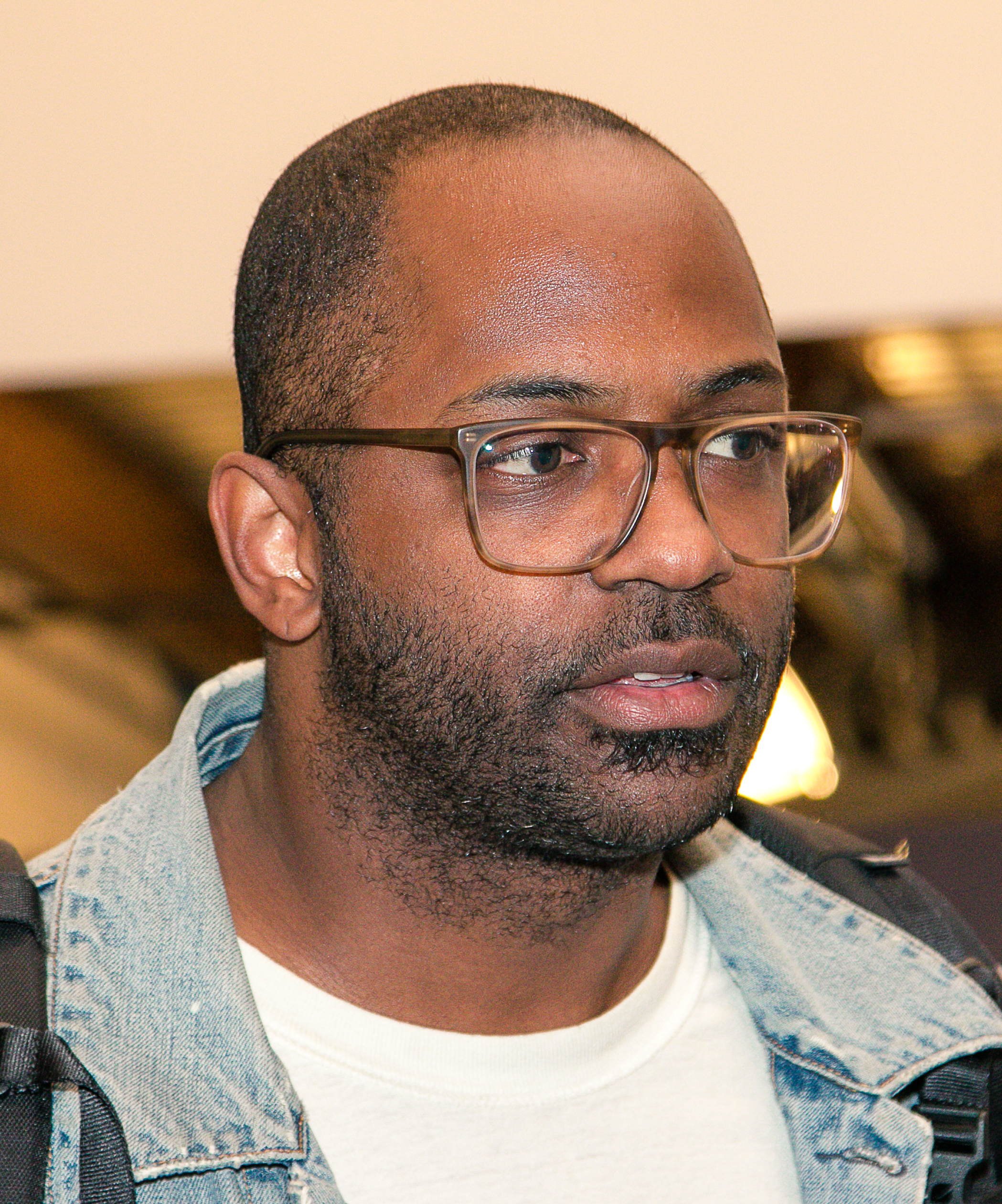
导演兼编剧拉梅尔·罗斯

电影改编自科爾森·懷特黑德2019年出版的同名小说，最早于2022年10月公开。导演拉梅尔·罗斯签约担任导演，电影因而成为他的电影处女作。乔斯琳·巴尼斯担任编剧，怀特黑德担任执行制片人。安潔紐·艾莉絲、伊桑·赫里斯、佛列德·海辛爾、哈米什·林克莱特和布兰登·威尔逊担任主角。
电影制片成本高达2320万美元，主体拍摄于2022年10月至12月在路易斯安那州进行，取景地包括拉普拉斯、新奥尔良、哈蒙德和庞沙图拉。12月初，剧组在拉福什堂区地方检察官办公室大楼取景，此处在片中是蒂博的场景。
电影以第一人称视角拍摄，采用1.33:1画幅，让观众直接通过两位主角的视角感受剧情的发展，而这个手法与罗伯特·蒙哥马利1947年黑色电影《湖上艳尸》大体上类似。罗斯在采访中解释了这个安排：
“按照设想，电影完全采用第一人称视角呈现。在其中一个场景，我们以埃尔伍德视角拍摄所有东西，之后又用特纳的视角拍摄——一个用在第一个小时，另一个用在第二个小时。但我们很少会在同个场景拍摄两个角度，因为剧本是这样设定的，我们不想一直来回切换。所以电影按照传统模式拍摄，只不过另一个角色不在镜头里，演员需要望向镜头的某一个点。一般来说，另一个演员会在镜头后面读台词，给另一个演员支持，感觉他们真的在参与一些比较真实的东西。因为完全采用第一人称视角，所以编排起来会比较困难。”

## 发行
电影于2024年8月30日在第51届特柳赖德电影节全球首映。2024年9月27日，电影作为第62届纽约电影节开幕片，在愛麗絲·圖利音樂廳放映。
电影原定于2024年10月25日在纽约部分院线上映，11月1日在洛杉矶部分院线上映，之后上线流媒体平台Amazon Prime Video。后来发行商推迟档期，改在12月13日在纽约首映，12月20日在洛杉矶首映。亞馬遜米高梅工作室为新档期制作了全新的35毫米膠片。

## 反响

### 票房
截至2025年2月17日，电影在美国取得240万美元票房，海外票房280万美元。
2024年12月，电影在美国部分地区有限上映，之后在颁奖季期间逐步扩大上映规模。上映首周，电影在纽约安吉利卡电影中心和AMC林肯廣場两家影院进账54,794美元票房，场均27,397美元。次周扩大到洛杉矶五间影院上映，票房进账62,865美元，第三周再进账34,145美元。第四周全美增加13家影院放映，票房进账144,948美元。第五周在全美26家影院上映，票房119,911美元。马丁·路德·金纪念日与周末四天连假，电影扩大到240家影院上映，票房进账386,191美元，累计票房突破100万美元，三天场均票房1,246美元，创下颁奖季入围影片新低。第七个周末，电影获得两项奥斯卡提名，电影扩大到全美540家影院上映，进账348,060美元，累计票房150万美元。海外方面，电影于2025年1月在英国上映，上映三周累计票房356,592美元。

### 专业评价
根据評論匯總网站爛番茄汇总的184篇评论文章，90%的评论家给予该作正面评价，平均打分为8.4分（满分10分）。该网站总结的评论家共识是“导演拉梅尔·罗斯改编科尔森·怀特黑德的凄美小说时采用了风格激进的方式，这可能会让一些人感到不舒服，但《五分钱男孩》的沉浸感达到了在别人的立场上看问题的效果，可谓惊人。” 在Metacritic上，48位影評人共給予了91分的分數（滿分100分），這部電影獲得了「一致好評」。

### 奖项
电影入选英国《视与听》杂志2024年50大电影榜单第10名。
| 大奖                       | 颁奖日期       | 奖项                                                                                | 获得者                                                                                             | 结果  | 参考          |
| -------------------------- | -------------- | ----------------------------------------------------------------------------------- | -------------------------------------------------------------------------------------------------- | ----- | ------------- |
| 米德尔堡电影节             | 2024年10月20日 | 电影制作特别成就奖                                                                  | 拉梅尔·罗斯                                                                                        | 榮譽  | [ 38 ]        |
| 芝加哥影展                 | 2024年10月23日 | 先锋奖                                                                              | 拉梅尔·罗斯                                                                                        | 榮譽  | [ 39 ] [ 40 ] |
| 丹佛国际电影节             | 2024年11月10日 | 优秀导演奖                                                                          | 拉梅尔·罗斯                                                                                        | 榮譽  | [ 41 ]        |
| 斯德哥尔摩电影节           | 2024年11月15日 | 铜马奖                                                                              | 《五分钱男孩》                                                                                     | 獲獎  | [ 42 ]        |
| Camerimage影展             | 2024年11月23日 | 导演处女作竞赛                                                                      | 乔莫·弗雷                                                                                          | 提名  | [ 43 ]        |
| 哥谭奖                     | 2024年12月2日  | 最佳影片                                                                            | 拉梅尔·罗斯、乔斯琳·巴尼斯、黛德·加德纳、杰里米·克莱纳、大卫·莱文（David Levine）                  | 提名  | [ 44 ]        |
| 哥谭奖                     | 2024年12月2日  | 最佳导演                                                                            | 拉梅尔·罗斯                                                                                        | 獲獎  | [ 44 ]        |
| 哥谭奖                     | 2024年12月2日  | 最具突破演员                                                                        | 布兰登·威尔逊                                                                                      | 獲獎  | [ 44 ]        |
| 紐約影評人協會             | 2024年12月3日  | 最佳导演                                                                            | 拉梅尔·罗斯                                                                                        | 獲獎  | [ 45 ]        |
| 紐約影評人協會             | 2024年12月3日  | 最佳摄影                                                                            | 乔莫·弗雷                                                                                          | 獲獎  | [ 45 ]        |
| IndieWire冬季荣誉奖        | 2024年12月5日  | 作者奖                                                                              | 拉梅尔·罗斯                                                                                        | 獲獎  | [ 46 ]        |
| Astra电影奖                | 2024年12月8日  | 最佳改编剧本                                                                        | 拉梅尔·罗斯、乔斯琳·巴尼斯                                                                         | 提名  | [ 47 ]        |
| Astra电影奖                | 2024年12月8日  | 最佳女配角                                                                          | 安潔紐·艾莉絲                                                                                      | 提名  | [ 47 ]        |
| Astra创意艺术奖            | 2024年12月8日  | 最佳摄影                                                                            | 乔莫·弗雷                                                                                          | 提名  | [ 47 ]        |
| 洛杉磯影評人協會           | 2024年12月8日  | 最佳摄影                                                                            | 乔莫·弗雷                                                                                          | 獲獎  | [ 48 ]        |
| 洛杉磯影評人協會           | 2024年12月8日  | 最佳剪辑                                                                            | 尼古拉斯·蒙苏尔                                                                                    | 獲獎  | [ 48 ]        |
| 波士頓影評人協會           | 2024年12月8日  | 最佳改编剧本                                                                        | 拉梅尔·罗斯、乔斯琳·巴尼斯                                                                         | 獲獎  | [ 49 ]        |
| 华盛顿特区影评人协会       | 2024年12月8日  | 最佳女配角                                                                          | 安潔紐·艾莉絲                                                                                      | 提名  | [ 50 ]        |
| 华盛顿特区影评人协会       | 2024年12月8日  | 最佳改编剧本                                                                        | 拉梅尔·罗斯、乔斯琳·巴尼斯                                                                         | 提名  | [ 50 ]        |
| 华盛顿特区影评人协会       | 2024年12月8日  | 最佳摄影                                                                            | 乔莫·弗雷                                                                                          | 提名  | [ 50 ]        |
| 芝加哥影评人协会           | 2024年12月12日 | 最佳影片                                                                            | 《五分钱男孩》                                                                                     | 提名  | [ 51 ]        |
| 芝加哥影评人协会           | 2024年12月12日 | 最佳导演                                                                            | 拉梅尔·罗斯                                                                                        | 獲獎  | [ 51 ]        |
| 芝加哥影评人协会           | 2024年12月12日 | 最佳改编剧本                                                                        | 拉梅尔·罗斯、乔斯琳·巴尼斯                                                                         | 獲獎  | [ 51 ]        |
| 芝加哥影评人协会           | 2024年12月12日 | 最佳摄影                                                                            | 乔莫·弗雷                                                                                          | 獲獎  | [ 51 ]        |
| 芝加哥影评人协会           | 2024年12月12日 | 最佳剪辑                                                                            | 尼古拉斯·蒙苏尔                                                                                    | 提名  | [ 51 ]        |
| 芝加哥影评人协会           | 2024年12月12日 | 米洛斯·斯特里克电影制作人突破奖                                                     | 拉梅尔·罗斯                                                                                        | 獲獎  | [ 51 ]        |
| 舊金山灣區影評人協會       | 2024年12月15日 | 最佳影片                                                                            | 《五分钱男孩》                                                                                     | 提名  | [ 52 ]        |
| 舊金山灣區影評人協會       | 2024年12月15日 | 最佳导演                                                                            | 拉梅尔·罗斯                                                                                        | 提名  | [ 52 ]        |
| 舊金山灣區影評人協會       | 2024年12月15日 | 最佳改编剧本                                                                        | 拉梅尔·罗斯、乔斯琳·巴尼斯                                                                         | 提名  | [ 52 ]        |
| 舊金山灣區影評人協會       | 2024年12月15日 | 最佳摄影                                                                            | 乔莫·弗雷                                                                                          | 提名  | [ 52 ]        |
| 多伦多影评人协会           | 2024年12月15日 | 最佳影片                                                                            | 《五分钱男孩》                                                                                     | 獲獎  | [ 53 ]        |
| 多伦多影评人协会           | 2024年12月15日 | 最佳导演                                                                            | 拉梅尔·罗斯                                                                                        | 獲獎  | [ 53 ]        |
| 多伦多影评人协会           | 2024年12月15日 | 最佳改编剧本                                                                        | 拉梅尔·罗斯、乔斯琳·巴尼斯                                                                         | 獲獎  | [ 53 ]        |
| 圣路易斯影评人协会         | 2024年12月15日 | 最佳影片                                                                            | 《五分钱男孩》                                                                                     | 提名  | [ 54 ]        |
| 圣路易斯影评人协会         | 2024年12月15日 | 最佳导演                                                                            | 拉梅尔·罗斯                                                                                        | 提名  | [ 54 ]        |
| 圣路易斯影评人协会         | 2024年12月15日 | 最佳女配角                                                                          | 安潔紐·艾莉絲                                                                                      | 獲獎  | [ 54 ]        |
| 圣路易斯影评人协会         | 2024年12月15日 | 最佳改编剧本                                                                        | 拉梅尔·罗斯、乔斯琳·巴尼斯                                                                         | 提名  | [ 54 ]        |
| 圣路易斯影评人协会         | 2024年12月15日 | 最佳摄影                                                                            | 乔莫·弗雷                                                                                          | 提名  | [ 54 ]        |
| 圣路易斯影评人协会         | 2024年12月15日 | 最佳剪辑                                                                            | 尼古拉斯·蒙苏尔                                                                                    | 獲獎  | [ 54 ]        |
| 圣路易斯影评人协会         | 2024年12月15日 | 最佳首部长片                                                                        | 拉梅尔·罗斯                                                                                        | 獲獎  | [ 54 ]        |
| 纽约在线影评人协会         | 2024年12月16日 | 最佳导演                                                                            | 拉梅尔·罗斯                                                                                        | 提名  | [ 55 ]        |
| 纽约在线影评人协会         | 2024年12月16日 | 最佳摄影                                                                            | 乔莫·弗雷                                                                                          | 提名  | [ 55 ]        |
| 西雅图影评人协会           | 2024年12月16日 | 最佳摄影                                                                            | 乔莫·弗雷                                                                                          | 獲獎  | [ 56 ]        |
| 达拉斯—沃斯堡影评人协会    | 2024年12月18日 | 最佳影片                                                                            | 《五分钱男孩》                                                                                     | 第8名 | [ 57 ]        |
| 达拉斯—沃斯堡影评人协会    | 2024年12月18日 | 最佳导演                                                                            | 拉梅尔·罗斯                                                                                        | 第5名 | [ 57 ]        |
| 佛罗里达影评人协会         | 2024年12月20日 | 最佳导演                                                                            | 拉梅尔·罗斯                                                                                        | 提名  | [ 58 ]        |
| 佛罗里达影评人协会         | 2024年12月20日 | 最佳女配角                                                                          | 安潔紐·艾莉絲                                                                                      | 提名  | [ 58 ]        |
| 佛罗里达影评人协会         | 2024年12月20日 | 最佳改编剧本                                                                        | 拉梅尔·罗斯、乔斯琳·巴尼斯                                                                         | 提名  | [ 58 ]        |
| 佛罗里达影评人协会         | 2024年12月20日 | 最佳摄影                                                                            | 乔莫·弗雷                                                                                          | 提名  | [ 58 ]        |
| 大纽约西部电影评论家协会   | 2025年1月4日   | 最佳影片                                                                            | 《五分钱男孩》                                                                                     | 提名  | [ 59 ]        |
| 大纽约西部电影评论家协会   | 2025年1月4日   | 最佳导演                                                                            | 拉梅尔·罗斯                                                                                        | 提名  | [ 59 ]        |
| 大纽约西部电影评论家协会   | 2025年1月4日   | 最佳改编剧本                                                                        | 拉梅尔·罗斯、乔斯琳·巴尼斯                                                                         | 提名  | [ 59 ]        |
| 大纽约西部电影评论家协会   | 2025年1月4日   | 最佳摄影                                                                            | 乔莫·弗雷                                                                                          | 提名  | [ 59 ]        |
| 大纽约西部电影评论家协会   | 2025年1月4日   | 最佳剪辑                                                                            | 尼古拉斯·蒙苏尔                                                                                    | 提名  | [ 59 ]        |
| 大纽约西部电影评论家协会   | 2025年1月4日   | 最具突破导演                                                                        | 拉梅尔·罗斯                                                                                        | 獲獎  | [ 59 ]        |
| 國家影評人協會             | 2025年1月4日   | 最佳影片                                                                            | 《五分钱男孩》                                                                                     | 獲獎  | [ 60 ]        |
| 國家影評人協會             | 2025年1月4日   | 最佳导演                                                                            | 拉梅尔·罗斯                                                                                        | 亚军  | [ 60 ]        |
| 國家影評人協會             | 2025年1月4日   | 最佳摄影                                                                            | 乔莫·弗雷                                                                                          | 獲獎  | [ 60 ]        |
| 金球獎                     | 2025年1月5日   | 最佳戲劇類影片                                                                      | 《五分钱男孩》                                                                                     | 提名  | [ 61 ]        |
| 奥斯汀影评人协会           | 2025年1月6日   | 最佳影片                                                                            | 《五分钱男孩》                                                                                     | 提名  | [ 62 ]        |
| 奥斯汀影评人协会           | 2025年1月6日   | 最佳改编剧本                                                                        | 拉梅尔·罗斯、乔斯琳·巴尼斯                                                                         | 提名  | [ 62 ]        |
| 奥斯汀影评人协会           | 2025年1月6日   | 最佳摄影                                                                            | 乔莫·弗雷                                                                                          | 提名  | [ 62 ]        |
| 女性电影记者联盟           | 2025年1月7日   | 最佳影片                                                                            | 《五分钱男孩》                                                                                     | 提名  | [ 63 ]        |
| 女性电影记者联盟           | 2025年1月7日   | 最佳女配角                                                                          | 安潔紐·艾莉絲                                                                                      | 提名  | [ 63 ]        |
| 女性电影记者联盟           | 2025年1月7日   | 最佳改编剧本                                                                        | 拉梅尔·罗斯、乔斯琳·巴尼斯、科尔森·怀特黑德                                                        | 提名  | [ 63 ]        |
| 女性电影记者联盟           | 2025年1月7日   | 最佳摄影                                                                            | 乔莫·弗雷                                                                                          | 提名  | [ 63 ]        |
| 美国退休人员协会成人电影奖 | 2025年2月8日   | 最佳女配角                                                                          | 安潔紐·艾莉絲                                                                                      | 提名  | [ 64 ]        |
| 评论家选择电影奖           | 2025年2月7日   | 最佳電影                                                                            | 《五分钱男孩》                                                                                     | 提名  | [ 65 ]        |
| 评论家选择电影奖           | 2025年2月7日   | 最佳導演                                                                            | 拉梅尔·罗斯                                                                                        | 提名  | [ 65 ]        |
| 评论家选择电影奖           | 2025年2月7日   | 最佳女配角                                                                          | 安潔紐·艾莉絲                                                                                      | 提名  | [ 65 ]        |
| 评论家选择电影奖           | 2025年2月7日   | 最佳改编剧本                                                                        | 拉梅尔·罗斯、乔斯琳·巴尼斯                                                                         | 提名  | [ 65 ]        |
| 评论家选择电影奖           | 2025年2月7日   | 最佳攝影                                                                            | 乔莫·弗雷                                                                                          | 提名  | [ 65 ]        |
| 卫星奖                     | 2025年1月26日  | 最佳剧情片                                                                          | 《五分钱男孩》                                                                                     | 提名  | [ 66 ]        |
| 卫星奖                     | 2025年1月26日  | 最佳导演                                                                            | 拉梅尔·罗斯                                                                                        | 提名  | [ 66 ]        |
| 卫星奖                     | 2025年1月26日  | 最佳改编剧本                                                                        | 拉梅尔·罗斯、乔斯琳·巴尼斯                                                                         | 獲獎  | [ 66 ]        |
| 卫星奖                     | 2025年1月26日  | 最佳摄影                                                                            | 乔莫·弗雷                                                                                          | 提名  | [ 66 ]        |
| 非裔美国人影评人协会       | 2025年2月2日   | 明日之星奖（Gen Next Award）                                                        | 布兰登·威尔逊、伊桑·赫里斯                                                                         | 榮譽  | [ 67 ]        |
| 非裔美国人影评人协会       | 2025年2月2日   | 凯伦·克莱默与斯坦利·克莱默社会正义奖（Karen & Stanley Kramer Social Justice Award） | 《五分钱男孩》                                                                                     | 榮譽  | [ 67 ]        |
| 非裔美国人影评人协会       | 2025年2月19日  | 聚光灯奖                                                                            | 拉梅尔·罗斯                                                                                        | 榮譽  | [ 67 ]        |
| 黑胶卷奖                   | 2025年2月17日  | 最佳影片                                                                            | 《五分钱男孩》                                                                                     | 獲獎  | [ 68 ]        |
| 黑胶卷奖                   | 2025年2月17日  | 最佳导演                                                                            | 拉梅尔·罗斯                                                                                        | 獲獎  | [ 68 ]        |
| 黑胶卷奖                   | 2025年2月17日  | 最佳配角演出                                                                        | 安潔紐·艾莉絲                                                                                      | 提名  | [ 68 ]        |
| 黑胶卷奖                   | 2025年2月17日  | 最佳配角演出                                                                        | 布兰登·威尔逊                                                                                      | 提名  | [ 68 ]        |
| 黑胶卷奖                   | 2025年2月17日  | 最具突破性表演                                                                      | 布兰登·威尔逊                                                                                      | 提名  | [ 68 ]        |
| 黑胶卷奖                   | 2025年2月17日  | 最具突破性表演                                                                      | 伊桑·赫里斯                                                                                        | 提名  | [ 68 ]        |
| 黑胶卷奖                   | 2025年2月17日  | 最佳演出阵容                                                                        | 维多利亚·托马斯（Victoria Thomas）                                                                 | 提名  | [ 68 ]        |
| 黑胶卷奖                   | 2025年2月17日  | 最佳剧本                                                                            | 拉梅尔·罗斯、乔斯琳·巴尼斯                                                                         | 獲獎  | [ 68 ]        |
| 黑胶卷奖                   | 2025年2月17日  | 最佳编剧                                                                            | 拉梅尔·罗斯                                                                                        | 獲獎  | [ 68 ]        |
| 黑胶卷奖                   | 2025年2月17日  | 最佳新导演                                                                          | 拉梅尔·罗斯                                                                                        | 獲獎  | [ 68 ]        |
| 黑胶卷奖                   | 2025年2月17日  | 最佳摄影                                                                            | 乔莫·弗雷                                                                                          | 獲獎  | [ 68 ]        |
| 黑胶卷奖                   | 2025年2月17日  | 最佳制作设计                                                                        | 诺拉·门迪斯（Nora Mendis）、伊丽莎白·赫伯格（Elizabeth Herberg）、莫妮克·尚皮（Monique Champagne） | 提名  | [ 68 ]        |
| 黑胶卷奖                   | 2025年2月17日  | 最佳化妆发型设计                                                                    | 伊甘妮卡·索托-阿吉拉尔（Iganica Soto-Aguilar）、珊德里亚·威廉姆斯（Shandrea Williams）             | 提名  | [ 68 ]        |
| Artios奖                   | 2025年2月12日  | 最佳商业片或独立电影（剧情片）选角                                                  | 维多利亚·托马斯（Victoria Thomas）、珍妮弗·余（Jennifer Yoo）、梅根·路易斯（Meagan Lewis）         | 提名  | [ 69 ]        |
| 英国电影学院奖             | 2025年2月16日  | 最佳改编剧本                                                                        | 拉梅尔·罗斯、乔斯琳·巴尼斯                                                                         | 提名  | [ 70 ]        |
| 獨立精神獎                 | 2025年2月22日  | 最佳影片                                                                            | 拉梅尔·罗斯、乔斯琳·巴尼斯、黛德·加德纳、杰里米·克莱纳、大卫·莱文                                  | 提名  | [ 71 ]        |
| 獨立精神獎                 | 2025年2月22日  | 最佳摄影                                                                            | 乔莫·弗雷                                                                                          | 獲獎  | [ 71 ]        |
| 奥斯卡金像奖               | 2025年3月2日   | 最佳影片                                                                            | 黛德·加德纳、杰里米·克莱纳、乔斯琳·巴尼斯                                                          | 待定  | [ 72 ]        |
| 奥斯卡金像奖               | 2025年3月2日   | 最佳改編劇本                                                                        | 拉梅尔·罗斯、乔斯琳·巴尼斯                                                                         | 待定  | [ 72 ]        |